# Mona Seefried

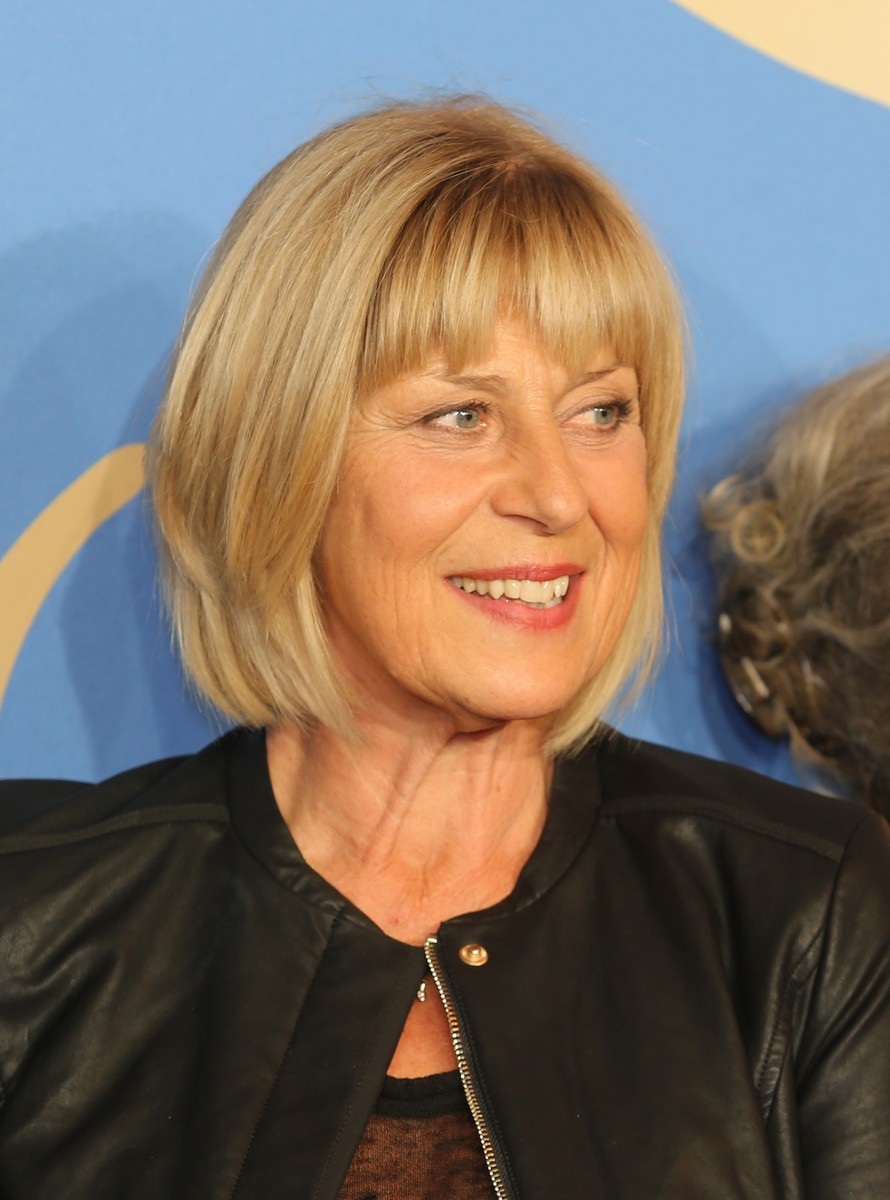
Mona Seefried (2015)

Mona Seefried (* 30. März 1957 in Wien, bürgerlich Mona Seefried-Funck) ist eine österreichische Schauspielerin.

## Leben und Karriere
Mona Seefried ist die Tochter der Opernsängerin Irmgard Seefried und des Geigers Wolfgang Schneiderhan.
Sie absolvierte ihre Schauspielausbildung von 1972 bis 1974 am Max-Reinhardt-Seminar in Wien und studierte Gesang, klassischen Tanz, Jazz- und Showtanz. Als Theaterschauspielerin war sie von 1977 bis 1980 am Thalia Theater in Hamburg tätig. Von 1980 bis 1985 war sie festes Ensemblemitglied an den Staatlichen Schauspielbühnen Berlin unter der Intendanz von Boy Gobert.
Ab Mitte der 1980er-Jahre wirkte Seefried in zahlreichen Fernsehserien mit, so beispielsweise in Praxis Bülowbogen, Marienhof, Liebling Kreuzberg, Der Fahnder, Schloßhotel Orth, Um Himmels Willen oder in SOKO Wien. Große Bekanntheit erlangte sie vor allem durch ihre Rolle der Charlotte Saalfeld in der ARD-Telenovela Sturm der Liebe, die sie von September 2005 (Folge 1) bis Mai 2018 (Folge 2921) durchgängig spielte. Allerdings nahm sie sich immer wieder eine Auszeit, um auch andere Aufgaben wahrzunehmen. Am 12. März 2018 verkündete Seefried ihren endgültigen Ausstieg aus der Erfolgstelenovela. Die letzte Folge, in der Charlotte Saalfeld nach Afrika auswandert, wurde am 16. Mai 2018 ausgestrahlt.
Seit 2019 ist Seefried Mitglied im Stiftungsrat (Rätin) der IVQS Stiftung - gegen Altersarmut bei Schauspielern.

### Privates
Seefried war mit dem Schauspieler Nikolaus Paryla liiert. Aus dieser Beziehung entstammt die 1989 geborene Tochter Laura Maria Schneiderhan, die in Wien Operngesang und Schauspiel studierte.
Seit Dezember 1992 ist Seefried mit dem Schauspieler Peter E. Funck verheiratet. Sie lebt mit ihrem Mann in München und in den Marken in Italien.

## Filmografie
- 1984: Berliner Weiße mit Schuß (Fernsehserie, 1 Folge)
- 1984: Eine Klasse für sich (Fernsehserie, 1 Folge)
- 1985: Klawitter
- 1987: Lady Windermeres Fächer
- 1987: Der Prinz muss her
- 1987–1995: Praxis Bülowbogen (Fernsehserie, 36 Folgen)
- 1988: Liebling Kreuzberg (Fernsehserie, 1 Folge)
- 1988: A.D.A.M.
- 1988–1993: Der Fahnder (Fernsehserie, 3 Folgen, verschiedene Rollen)
- 1988: Beule
- 1991: Sicher ist sicher
- 1992–1995: Marienhof (Fernsehserie)
- 1993: Ein Bock zuviel
- 1994: Felidae (Stimme)
- 1995: Polizeiruf 110 – Abgründe (Fernsehreihe)
- 1995: Dr. Stefan Frank – Der Arzt, dem die Frauen vertrauen (Fernsehserie, 1 Folge)
- 1995: Vater wider Willen
- 1996: Das Traumschiff – Singapur (Fernsehreihe)
- 1996: Für alle Fälle Stefanie (Fernsehserie, 1 Folge)
- 1997: Alphateam – Die Lebensretter im OP (Fernsehserie, 1 Folge)
- 1997: First Love – Die große Liebe
- 1997: Single Bells
- 1998: Nicht von schlechten Eltern (Fernsehserie, 1 Folge)
- 1998–1999: SOKO München (Fernsehserie, 2 Folgen, verschiedene Rollen)
- 1999: Deine besten Jahre
- 1999: Schlosshotel Orth (Fernsehserie, 1 Folge)
- 2000: O Palmenbaum
- 2000: Samt und Seide (Fernsehserie, 28 Folgen)
- 2000: Café Meineid (Fernsehserie, 1 Folge)
- 2001: Der Bulle von Tölz: Sioux City
- 2002: Bei aller Liebe (Fernsehserie, 3 Folgen)
- 2003: Kunden und andere Katastrophen (Fernsehserie)
- 2003: Das Mädchen Nr. 1
- 2004: Der Bergpfarrer
- 2004: Vier Frauen und ein Todesfall
- 2005–2008: SOKO Donau (Fernsehserie)
- 2005–2021: Um Himmels Willen (Fernsehserie, 21 Folgen)
- 2005: Neue Freunde, neues Glück
- 2005: Polizeiruf 110: Der scharlachrote Engel (Fernsehreihe)
- 2005–2018: Sturm der Liebe (Fernsehserie)
- 2006: Herzdamen
- 2007: Annas Geheimnis
- 2009–2010: Geschichten aus den Bergen (Fernsehreihe, 2 Folgen)
- 2009: Die Blücherbande
- 2013: Herzdamen an der Elbe
- 2018: Eine schöne Bescherung
- 2018: Winterherz – Tod in einer kalten Nacht
- 2019: Hartwig Seeler – Gefährliche Erinnerung
- 2019: Schlaf gut, du auch (Kurzfilm)
- 2020: 4000 Tage
- 2020: Bettys Diagnose (Fernsehserie, 1 Folge)
- 2021: Die Schule der magischen Tiere
- 2023: Griechenland